# Achain
Achain är en kommun i departementet Moselle i regionen Grand Est (tidigare regionen Lorraine) i nordöstra Frankrike. Kommunen ligger i kantonen Château-Salins som tillhör arrondissementet Château-Salins. År 2022 hade Achain 79 invånare.

## Befolkningsutveckling
Antalet invånare i kommunen Achain
| Referens: INSEE |